# Castelli della provincia di Avellino
I numerosi castelli della provincia di Avellino furono edificati, per la maggior parte, dai Longobardi o dai Normanni, con l'obiettivo di proteggere il territorio dalle sortite dei Bizantini e (a partire dal IX secolo) anche e soprattutto dei Saraceni.
Le strutture subirono poi modifiche sostanziali da parte degli Angioini e dagli Aragonesi e poi ancora in epoca rinascimentale: molti castelli si trasformarono in residenze signorili, mentre le fortezze situate nei luoghi poco raggiungibili furono abbandonate. Una data importante per la storia dei castelli fu il 1806, anno in cui furono emanate le leggi eversive della feudalità, benché Ariano fosse stata dichiarata città règia (e dunque libera dai vincoli feudali) fin dal XVI secolo.

## I castelli

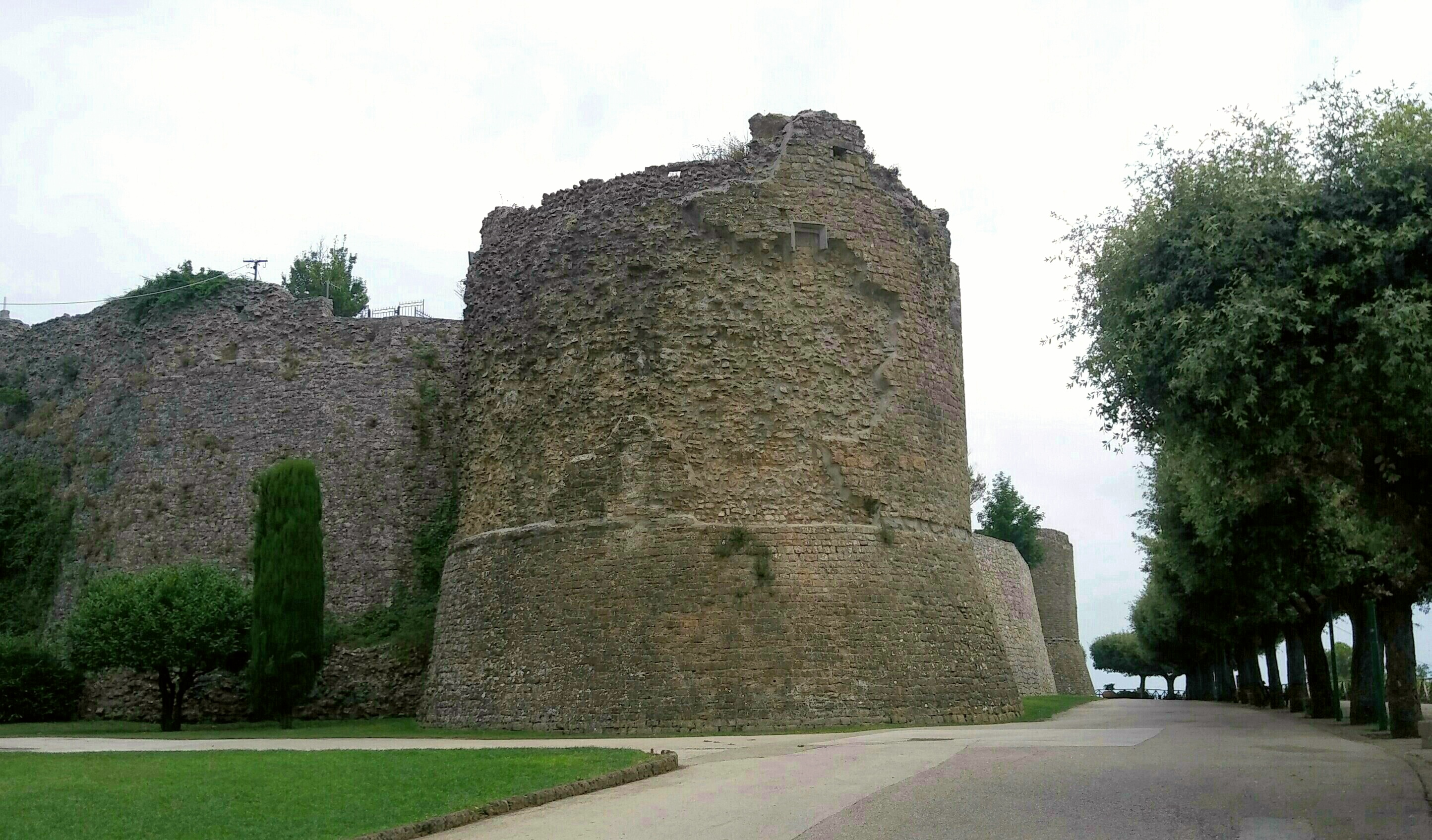
Il castello di Ariano Irpino

### Ariano Irpino
Eretto dai Longobardi, assunse grande rilevanza sotto i Normanni. Vi dimorò infatti re Ruggero II che ivi emanò le Assise di Ariano. Tutt'attorno al maniero si estende l'ampia e panoramica Villa comunale.

### Avella
La cittadina di Avella si trova sulla riva del fiume Clanio, poi canalizzato. La località fu invasa nel VII secolo dai Longobardi che vi costruirono un castello. Coinvolto in numerosi conflitti (dall'invasione dei Saraceni dell'884 per finire con quella degli ungari del 937) il castello fu restaurato dai Normanni e trasformato in una nobile residenza. I terremoti del dicembre 1456 e del gennaio 1466 lo distrussero in gran parte; nel 1553 fu rimaneggiato da Pietro Spinelli.

### Bagnoli Irpino
Nel VII secolo-VIII secolo nella città di Bagnoli Irpino fu eretto il castello Longobardo. Il castello Il massimo fu proprietà di diverse famiglie tra cui la famiglia di Cavaniglia di cui tutt'oggi porta il nome: sotto la loro signoria fu adibito a residenza gentilizia. Esso era edificato sulla nuda roccia e al suo interno aveva 24 vani, strutturati in tre livelli. Fu abitato fino al XIX secolo; poi fu abbandonato. Oggi grazie agli interventi di restauro è possibile visitare i ruderi.

### Bonito

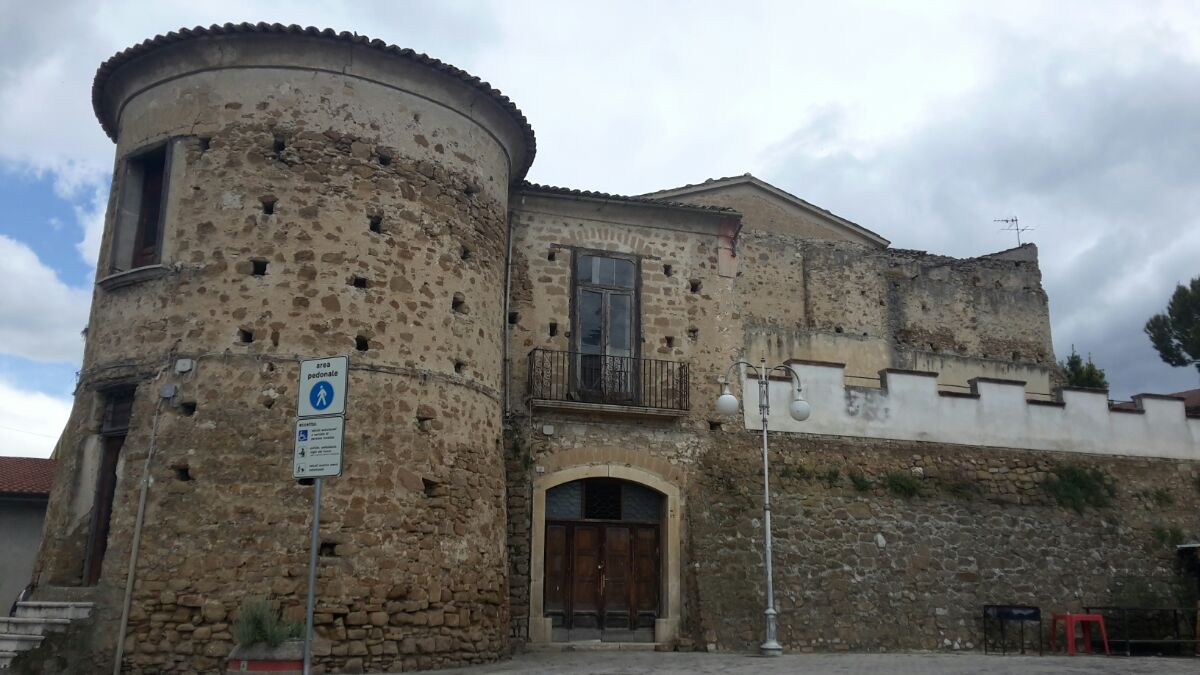
Castello di Bonito

Le valli dell'Ufita e del Calore Irpino agli inizi del XI secolo furono salvaguardate dalla costruzione del castello di Bonito, una piccola struttura composta da una pianta quadrangolare con un ponte levatoio situato su di un fossato. Demolito a causa del terremoto del 1125, il castello venne riedificato nel XV secolo. Nel XVI secolo da destinazione militare assume quella residenziale. Delle quattro torri angolari oggi ne sono visibili solo due: le altre furono distrutte dai terremoti del 1702 e del 1980. A causa dei vari sismi il castello venne danneggiato e non fu possibile ricostruirlo nella sua forma originaria. All'interno della torre si possono osservare le pareti circolari e il soffitto con antiche pitture probabilmente di epoca seicentesca.

### Caposele
La costruzione del castello nella città di Caposele con la funzione di difendere il territorio circostante risale all'anno 1000. Il primo feudatario fu Filippo di Baldano. Nel 1079 il duca di Calabria, Roberto Guiscardo, fece distruggere torri e castelli impossessandosi delle terre di Caposele. Del castello oggi è possibile vedere solo alcuni ruderi.

### Capriglia Irpinia
Nel X secolo fu edificato il primo castello a Capriglia Irpina. A difesa della strada che portava da Avellino a Benevento. Si sono susseguiti diversi feudatari tra cui Ottimo Caracciolo, Niccolò d'Aquino e Maddaloni Diomede Carafa; quest'ultima fece costruire un palazzo residenziale nel XVI secolo sulle rovine del castello medievale.

### Castelvetere sul Calore
Il paese di Castelvetere sul Calore deve il suo nome al castello edificato dai Longobardi, posto nella parte più alta dell'abitato. La forma originaria del castello non è più visibile data le continue modifiche apportate nei secoli, che lo hanno trasformato da fortezza in nobile residenza signorile. Il Castello, per un certo tempo, fu chiamato "Castello di Santa Maria", in ricordo dell'apparizione della Madonna delle Grazie la quale consegnò un messaggio da parte di Dio per il paese ad una pia vecchietta. Il corridoio del castello conduce all'ingresso di un'abitazione: esso – voltato a botte – è coperto da alcuni pregevoli archi in pietra.

### Cervinara
Il castello Medievale di Cervinara fu costruito dai Normanni e restaurato dagli Angioini. Abitato dal 1108 da signori tra cui Matilde de Hauteville, Roberto de Molinis, Isabella de Chauville, Giovanni della Leonessa, e dalla famiglia dei Caracciolo fino al 1806, anno dell'abolizione dei diritti feudali. Il castello era circondato da un fossato e un ponte levatoio, superato il quale gli eventuali assalitori accedevano ad uno spazio aperto su cui i difensori potevano infierire con frecce, olio e pece bollenti. Oggi sono visibili i ruderi del castello che gli abitanti del posto chiamano "O' Castellone".

### Chianche
Nell'epoca normanna fu costruito il castello della città di Chianche. Per essere adattato in epoca rinascimentale a residenza nobiliare ha subito delle trasformazioni. Tra le sue mura hanno dimorato: i Pisanello, i Sanseverino, i Caracciolo, e gli Zunica.
Oggi, dato che le mura di un lato del castello sono parzialmente crollate, è possibile visitare solo le torri angolari.

### Grottolella
Il castello di Grottolella fu costruito su una rocca longobarda già esistente nel XI secolo. Nel 1650 fu trasformato in dimora gentilizia. La sua forma è a pianta quadrangolare; sul lato meridionale sono presenti delle fabbriche ottocentesche addossate al muro perimetrale del castello. L'ingresso è posto tra due torrioni circolari, di cui quello a destra ospita al piano terra una cappella gentilizia con affreschi seicenteschi. Le torri sono costruite con pietre calcaree legata da malta e nella torre dell'angolo sud è presente una scala elicoidale.

### Lacedonia
Il primo castello di Lacedonia fu edificato agli inizi dell'undicesimo secolo, ricostruito in epoca normanno-sveva e trasformato in castello-residenza nei primi anni del Quattrocento dagli Orsini. A causa del sisma del 1456 il castello fu raso al suolo. 
Nel 1500-1501 Ferdinando Pappacoda edificò ad ovest del borgo un altro castello il quale fu denominato “Castello Nuovo”, per distinguerlo dal più antico, quello degli Orsini. il "Castello Nuovo" divenne residenza gentilizia in quanto il feudatario Ferdinando visse in questo castello e vi morì con la moglie Cornelia D'Accio. Quello che rimane della struttura originale è una delle torri e questo dovuto a causa dei terremoti succeduti negli anni. Il castello dopo la fine della famiglia Pappacoda passò in eredità a una suora del Monastero di Pietrasantina in Napoli, che lo vendette nel 1700 circa ad Andrea Doria Pamphili, Principe di Genova. La famiglia Onorato comprò il castello dopo l'abolizione dei diritti feudali avvenuta nel 1806; il castello fu abitato fino alla fine del XIX secolo.

### Lapio
Il castello di Lapio ha origini rinascimentali e da difesa militare del borgo medievale si trasformò in residenza dai Filangieri, di cui prende il nome. Al suo interno è stato suddiviso in stanze modificando la struttura originaria;si possono osservare affreschi del Cinquecento. Dell'età normanna oggi resta solo la torre quadrangolare. 
Si accede al castello attraversando un portale ad arco del XVI secolo, sormontato dallo stemma della famiglia Filangieri.

### Manocalzati
In epoca Longobarda sulla collina di Manocalzati a circa 450 metri di altitudine fu costruito il castello di San Barbato. Nel XVI secolo il castello fu adibito a castello-residenza; ha subito dei danni a causa dei terremoti. Totalmente restaurato, a pianta quadrangolare, conserva due torrioni rotondi e negli angoli due torri quadrate.

### Melito Irpino
Di probabile fondazione normanna, il maniero domina il vecchio centro abitato di Melito, rimasto totalmente disabitato dopo il disastroso terremoto dell'Irpinia del 1962. Poco distante serpeggia il fiume Ufita, nel fondo di un'angusta vallata.

### Montecalvo Irpino
La prima notizia del castello di Montecalvo Irpino risale al 1096. Nel castello hanno dimorato feudatari tra cui normanni, angioini e aragonesi modificandone la struttura in base alle esigenze difensive dell'epoca. Dopo il sisma del 1456, il quale causò danni al castello, il duca Ettore Pignatelli ottenne il castello ma nell'anno 1501 passò ad Alberto Carafa. Fu trasformato in palazzo ducale nel 1611. Negli anni 1930 e 1962 il castello fu danneggiato a causa degli eventi sismici. Per poter accedere al castello bisogna attraversare un arco costruito nel 1505 che collega al cortile. Internamente la fortezza è divisa in due piani ed è possibile osservare i bastioni settecenteschi.

### Montefalcione
La costruzione del castello nel paese di Montefalcione risale all'epoca longobarda. Il conte Ariano Giordano dimorò nel castello quando era in conflitto con il conte Rainulfo, di Avellino. Dal 1150 divenne dimora del normanno Torgisio, poi di suo figlio Andrea e infine di un altro Torgisio, ultimo membro della famiglia. La struttura originaria dell'età longobarda non è più visibile in quanto ogni possessore ne ha modificato l'aspetto; è invece stata conservata la torre normanna a pianta circolare.

### Monteforte Irpino
Il castello di Monteforte Irpino fu costruito dai Longobardi tra il VI secolo e il VII secolo, per sbarrare la strada agli eventuali nemici. La zona, infatti, oltre ad essere un punto obbligato di passaggio verso l'interno dell'Irpinia e verso la Puglia, comincia a popolarsi verso il VI secolo. Nel XV secolo il castello perse la propria importanza e venne abbandonato. Oggi si presenta allo stato di rudere, con planimetria articolata, ponte levatoio, cisterna e masse murarie elevate per una decina di metri, una torre principale e altre tre più piccole poste nella parte più vulnerabile.

### Montefredane
Il Castello Caracciolo, comunemente conosciuto come “Castello di Montefredane”, è di origine longobarda. Il borgo di Montefredane si sviluppò intorno al castello nella metà dell'XI secolo. Nel corso dei secoli, è stato proprietà di famiglie nobiliari, quali i De Tufo, i Capece, i Baldini, gli Orsini di Nola, i Brancaccio, i Ferilli, i Gesualdo, i Ludovisi, e infine i Caracciolo di Avellino (dai quali il castello prende il nome). Costruito come fortezza, fu trasformato in dimora gentilizia in epoca rinascimentale. Dal 1650 al 1806 lo ebbero in gestione i Caracciolo fino all'anno 1806 quando furono aboliti i diritti feudali; fu così abbandonato agli inizi del XIX secolo.

### Montella
Il castello di Montella è di epoca longobarda. Posto a quota 833,96 slm il castello del Monte rappresenta il punto apicale di un vasto complesso che domina Montella. Si tratta di un complesso pluristratificato, con fasi d'impiego dal VI-VII secolo al XX, nelle quali s'identifica gran parte della storia del centro altoirpino. Edificato sui resti di un precedente fortilizio romano è menzionato per la prima volta in un documento longobardo di Arechi II del 762.
Dell’originaria costruzione rimangono intatte solo le mura, la torre mastio e una torre semicircolare contenente una profonda cisterna. Durante la dominazione angioina il castello venne trasformato in una residenza di piacere nella quale dimorarono vari personaggi illustri, tra i quali il principe di Taranto Filippo II d’Angiò e il re Alfonso d’Aragona.

### Montemarano
Il castello di Montemarano fu edificato nella seconda metà del VIII secolo ma nella prima metà del X secolo fu distrutto dai saraceni e successivamente devastato dalle truppe di Ruggero II il Normanno. 
Trasformato tra il XV secolo e il XVIII secolo dai nobili Della Leonessa e Della Marra, divenne come un palazzo residenziale con linee architettoniche in stile rinascimentale. Attualmente il Castello è in parte proprietà privata. 

### Montemiletto
Il castello di Montemiletto, comunemente conosciuto come "Castello della Leonessa", fu edificato in età longobarda tra l'VIII secolo e il XI secolo. Nel 1419 il conte de Tocco assediò il castello che nel XVI secolo fu trasformato in residenza gentilizia passando dai de Tocco, ai Durazzo, ai Caracciolo, ai Della Leonessa e nel 1448 divenne nuovamente proprietà della famiglia de Tocco. Recentemente il castello è stato restaurato ed è uno dei complessi architettonici meglio conservati.

### Monteverde
Il castello di Monteverde, edificato nel IX secolo, è posizionato sulla valle attraversata dai fiumi Ofanto e Osento. La sua struttura originaria aveva una pianta trapezoidale con quattro torri cilindriche negli angoli e un ponte levatoio, poi scomparso. La fortezza ha subito delle trasformazioni sotto la dominazione dei normanni, degli svevi, degli angioini e degli aragonesi. Il sisma del 1851 distrusse il castello che fu ricostruito; la forma odierna è quella tipica dell'architettura difensiva quattrocentesca. Tra le famiglie che si susseguirono si ricordano: gli Orsini; i Grimmaldi nel 1532; i Sangermano nel 1642; i Caracciolo dal 1689 al 1806.
Il castello ha avuto doppia funzione: funzione di fortezza, per proteggere il territorio circostante dalle invasioni nemiche e funzione di residenza signorile, ospitando famiglie aristocratiche dal 1059 al 1932, anno della morte dell'ultimo proprietario.

### Montoro Inferiore
Il Castello di Montoro Inferiore fu costruito dai Longobardi ma con l'arrivo dei normanni fu assegnato, insieme a tutto il paese, a Guglielmo Sanseverino. La regina Giovanna d'Angiò nel 1461 inviò le sue truppe, guidate da Giacomo Piccinino, ad assediare il castello ma con esito negativo. Nel XV secolo fu abbandonato perché non ritenuto più adatto alle esigenze difensive. Il castello si presenta allo stato di rudere: sono visibili una torretta a pianta quadrangolare e una torre di circa sei metri d'altezza.

### Morra De Sanctis
Il castello di Morra De Sanctis fu edificato intorno al VII secolo in età longobarda. I primi danni furono causati dalle truppe tedesche del Duca Luigi di Andegavia e furono riparati durante la dominazione normanna. Si ebbe un ampliamento con la dominazione sveva e nel XVII secolo fu trasformato dai Caracciolo in residenza gentilizia. Il castello fu danneggiato dal terremoto del 1695, dal saccheggio da parte delle truppe francesi nel 1799 e, in ultimo, dall'incendio del 1911, nel quale la biblioteca fu completamente distrutta. Restaurato dopo il sisma del 1980, è in ottimo stato di conservazione.

### Nusco
La fortezza di Nusco è stata costruita intorno al IX secolo dai Longobardi. Con l'adesione alla Repubblica Napoletana da parte del feudatario Giulio Imperiale e la successiva Restaurazione sanfedista (1799-1806) il castello fu saccheggiato e incendiato. Le mura originarie erano visibili fino al 1908 ma a motivo dei ripetuti sismi parte del castello è stato demolito. Attualmente sono visibili solo poche mura del castello.

### Pietrastornina
Il Castello di Pietrastornina medioevale fu eretto in epoca longobarda in una posizione strategica e ben difendibile che consentiva di controllare il territorio circostante. Durante la dominazione longobarda si costruì il borgo medievale attorno al castello ma l'11 febbraio 1837 l'amministrazione comunale di Pietrastornina decise di abbattere il castello poiché i suoi ruderi costituivano un costante pericolo per le abitazioni dell'abitato sottostante.

### Pratola Serra
Il Castello di Pratola Serra, sorto su una preesistente costruzione romana, è stato costruito, ampliato, e ricostruito ad opera dei Longobardi nel VI secolo-VII secolo dei Normanni nel XI secolo-XII secolo e poi dagli Angioini. La sua forma è irregolare con pareti rette e curve che si adattano allo sperone roccioso sul quale è costruito e che spesso fuoriesce dal terreno con sporgenze rocciose lungo il percorso delle mura. Dopo il sisma del 1980 è stato restaurato alterando però la forma originale.

### Rocca San Felice

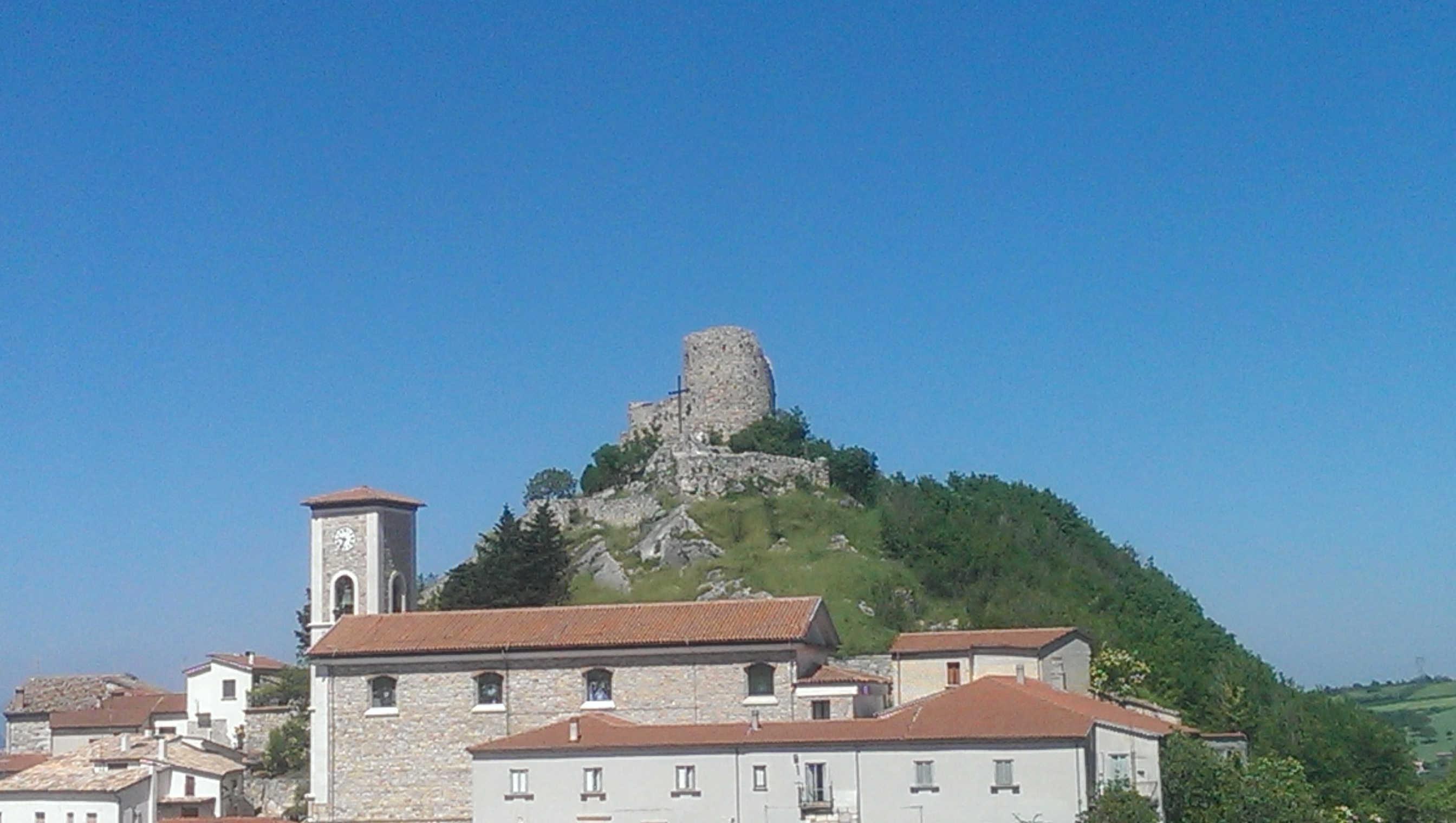
Castello di Rocca San Felice

Le origini del castello di Rocca San Felice non sono certe; esisteva già in epoca longobarda e aveva una funzione di controllo sull'intero territorio circostante grazie alla sua posizione strategica. 
Il casello fu dimora di diverse famiglie; i Saraceni, i Caracciolo, Giovanni Battista Reale il quale assunse il titolo di barone di Rocca San Felice. Appartenne ai Capobianco fino all'anno 1806, anno in cui furono aboliti i diritti feudali. Diversi eventi sismici hanno causato danni e crolli al castello. Attualmente restano solo i ruderi: i resti di una cisterna, una torre principale, delle torrette di avvistamento e un'antica porta di accesso.

### San Martino Valle Caudina
Il castello di San Martino Valle Caudina è stato edificato intorno al IX secolo in epoca longobarda. Ristrutturato più volte durante il periodo di dominazione normanno- sveva, il Castello conserva ancora oggi l'originaria fisionomia di fortezza medievale. Il proprietario attuale del castello è il duca Giovanni Pignatelli, discendente diretto della famiglia Pignatelli Della Leonessa (cosa rara per il sud Italia dove solitamente con il mutare delle invasioni dinastiche mutavano anche i feudatari). Il duca Pignatelli ha dato vita al castello che agli inizi del 1800 fu abbandonato. Le antiche mura, spesse 6 metri alla base, circondano un giardino. All'interno del castello è presente un salone in cui sulle pareti vi sono affreschi raffiguranti scene relative a episodi storici rilevanti per la casata Della Leonessa. In tutte le sale del primo piano del castello nel 1600 furono create delle controsoffittature per creare degli ambienti più caldi.
In epoca tardo-medievale, quando fu fortezza, nelle prigioni si praticava anche una forma di tortura in alternativa alla pena di morte.

### Sant'Andrea di Conza
Il paese di Sant'Andrea di Conza tra la fine del XIII secolo e l'inizio del XIV secolo fu posseduto dalla famiglia Poncelly di origine francese, che costruì una fortezza per difendere lìabitato. Il castello passò alla famiglia Del Balzo e nel XV secolo ai Gesualdo. Nel XVI secolo il castello divenne vescovado; restaurato nel 1980, a causa del sisma, oggi ospita gli uffici comunali ed è possibile osservare due torri cilindriche: una posta all'ingresso principale, l'altra affaccia sul panorama e sul giardino.

### Sant'Angelo a Scala
Il castello di Sant'Angelo a Scala fu edificato nella seconda metà del XI secolo diventando luogo di battaglie durante il Medioevo. Nel 1160 fu donato da Ruggiero II il Normanno a Riccardo de Aquila, nel 1345 passò alla famiglia d'Aquino, nel 1466 ai conti Carafa, i quali apportarono modifiche al castello per la creazione di una residenza gentilizia, e nel 1623 ai Moschella fino alla fine dei diritti feudali.

### Sant'Angelo dei Lombardi

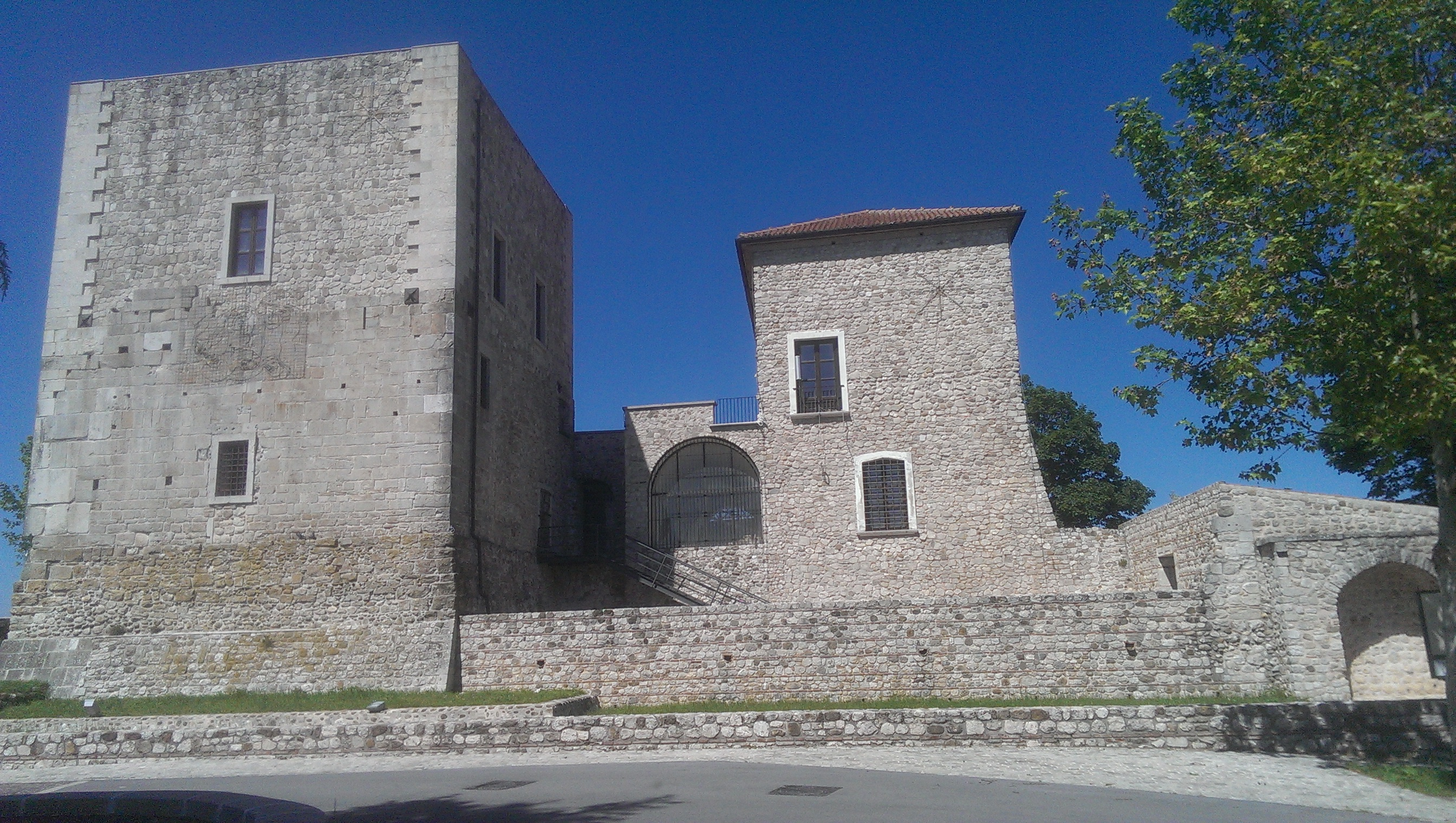
Castello di Sant'Angelo dei Lombardi

Nel X secolo nella città di Sant'Angelo dei Lombardi venne edificato dai longobardi il fortilizio che con la dominazione Normanna del 1076 venne trasformato in castello.
Le continue modifiche apportate nel XVI secolo cambiarono l'edificio medioevale trasformandolo in residenza gentilizia con l'ingresso principale al lato meridionale. Il castello fu restaurato a causa del sisma del 1980 che colpì l'Irpinia. Dopo essere stato adibito a sede di tribunale e carcere attualmente è sede dell'archivio notarile e uffici della magistratura.

### Savignano Irpino
Il castello di Guevara è una rinomata opera architettonica situata a Savignano Irpino. I Normanni edificarono il castello, circondato da una cinta muraria, nella parte più alta del paese, chiamata “Tombola”. Il castello deve il suo nome alla famiglia Guevara, feudatari di Savignano Irpino fino al 1806, anno dell'abolizione dei diritti feudali nel regno di Napoli, e trasformò il castello in un palazzo signorile. Il castello fu abitato fino al 1880 ma essendo stato abbandonato per tutto il Novecento alcune parti ritenute pericolanti furono abbattute. Il castello divenne un rudere dopo il sisma del 1980 e solo di recente è stato restaurato.

### Senerchia
Le origini del castello, probabilmente, sono longobarde o normanne ma l'assenza dei merli sul mastio testimonia la sua presenza già nel IX secolo. Divenne dimora di diverse famiglie: Porzio, Ferrante Rovito, i quali governarono il paese di Senerchia fino al 1600; dal 1700 fino al 1790 passò alla famiglia Guerritore e infine alla famiglia Macedonio, ultimi signori del paese. Le mura esterne, il mastio, l'edificio residenziale, tipiche della struttura medioevale, sono state distrutte e quello che resta sono i ruderi delle mura di cinta e la grande torre centrale.

### Serino
Nel 1609 il nobile Angelo Rutoli costruì il castello d'Orano nel paese di Serino. La sua struttura è con pianta quadrilatera con tre torri cilindriche, elevate non oltre i dodici metri, e una quadrata e un cortile interno. I diversi eventi sismici hanno danneggiato il castello, che fu abbandonato. Negli ultimi anni è stato restaurato riesumando la struttura originale.

### Taurasi
Il paese di Taurasi sorse nell'epoca altomedioevale ma notizie sul borgo risalgono al X secolo. Il castello longobardo negli anni 910 e 995 fu distrutto da milizie saracene e i dominatori Normanni lo ricostruirono. Nel 1381 passò a Giacomo Filangieri, nel 1420 al conte Caracciolo e nel 1496 fu quasi distrutto dalle truppe guidate da Francesco II d'Aragona. Nel XVI secolo fu ricostruito per la seconda volta e agli inizi del Seicento fu trasformato in un palazzo gentilizio. Il castello fu dimora di importanti personaggi tra i quali Eleonora d'Este e Carlo Gesualdo.

### Torella dei Lombardi

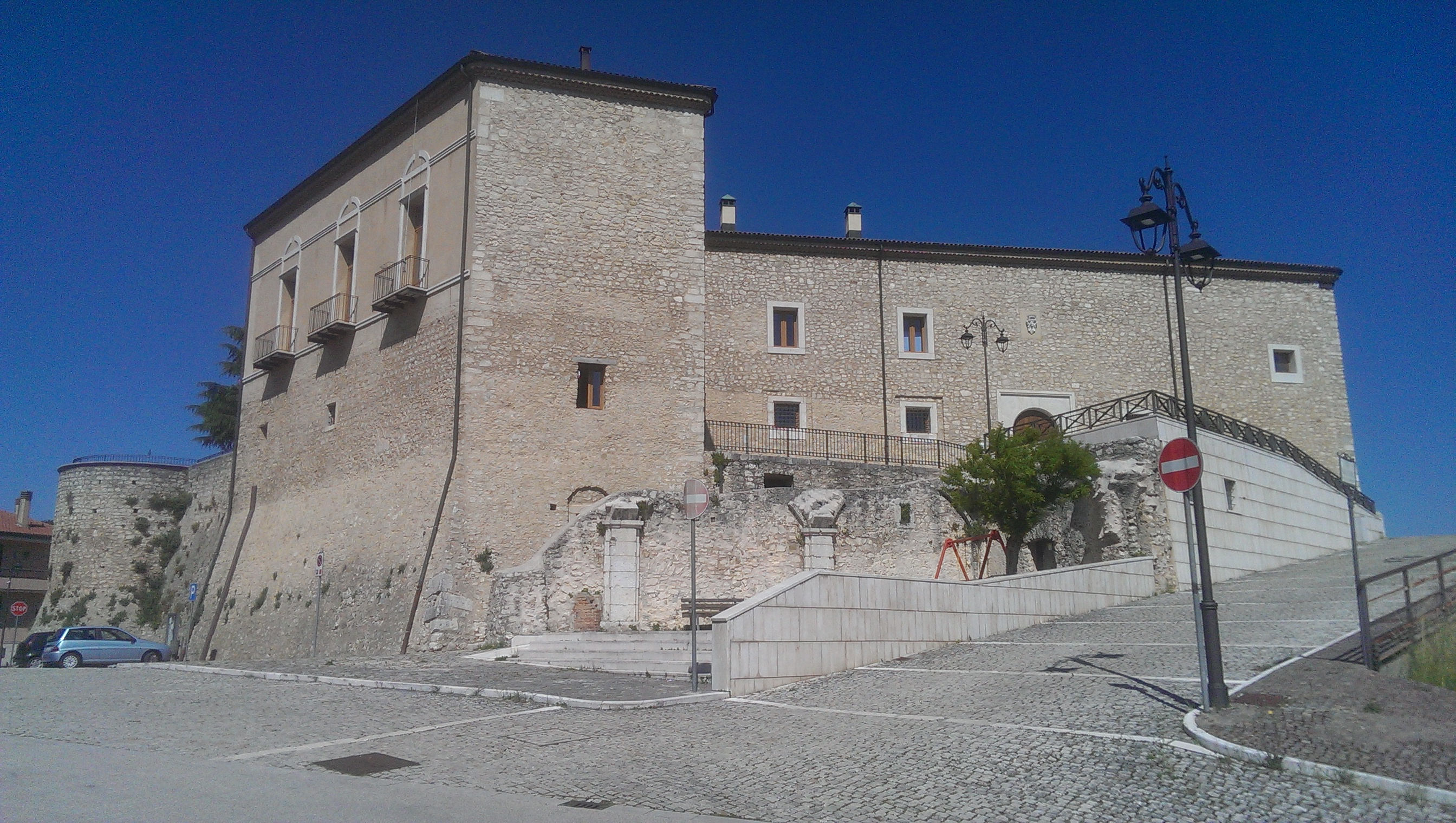
Castello di Torella dei Lombardi

Nel IX secolo il castello di Torella dei Lombardi fu edificato al confine tra il principato di Salerno e quello di Benevento. Il primo feudatario del castello fu Domizio Caracciolo; la famiglia Caracciolo lo tenne per quattro secoli e lo adibì a residenza gentilizia. Fino al 1950 appartenne alla famiglia Ruspoli e per questo è conosciuto come Castello “Ruspoli”. Il sisma del 23 novembre 1980 distrusse del tutto il castello; dopo gli interventi di restauro oggi è sede del comune e ospita un museo del cinema e alcune associazioni culturali.

### Trevico
Il castello di Trevico fu edificato nell'epoca normanna. Nei secoli successivi venne utilizzato come cava per ricavare pietre e mattoni sfigurando la struttura di castello. Oggi è possibile vedere solo la torre cilindrica sul lato orientale, la cinta muraria con sei finestre e parte degli ambienti un tempo adibiti ad abitazione. Con la costruzione di una stazione-osservatorio dell'Aeronautica Militare la situazione del luogo peggiorò comportando l'abbattimento delle mura.

### Tufo
Il Castello di Tufo fu fatto costruire da Raone del Tufo. Dal XI secolo era nelle mani dei Normanni. I Normanni, gli Angioini e gli Aragonesi fecero del Castello un baluardo nella difesa dei loro possedimenti. La corte dei del Tufo risiedette nel castello fino al 1578. Dopo terremoti, alluvioni, carestie e pestilenze, Tufo andò in feudo al Conte Piatti di Venezia, e, infine, ai Capobianco di Benevento.

### Volturara Irpina
Il castello di Volturara Irpina fu costruito in età normanno-sveva e rifatto dalla nobiltà aragonese, nel 1700 divenne dimora residenziale. Tra le quattro torri e le mura è presente la fortificazione più antica del castello, il Mastio. La sua posizione, a controllo delle vie di comunicazione tra le valli del Calore Irpino e del Sabato, fece nel medioevo di Volturara Irpina un centro di notevole importanza strategica munito di un forte castello. Attualmente restano visibili solo i ruderi, tracce dell'imponente struttura.

### Zungoli

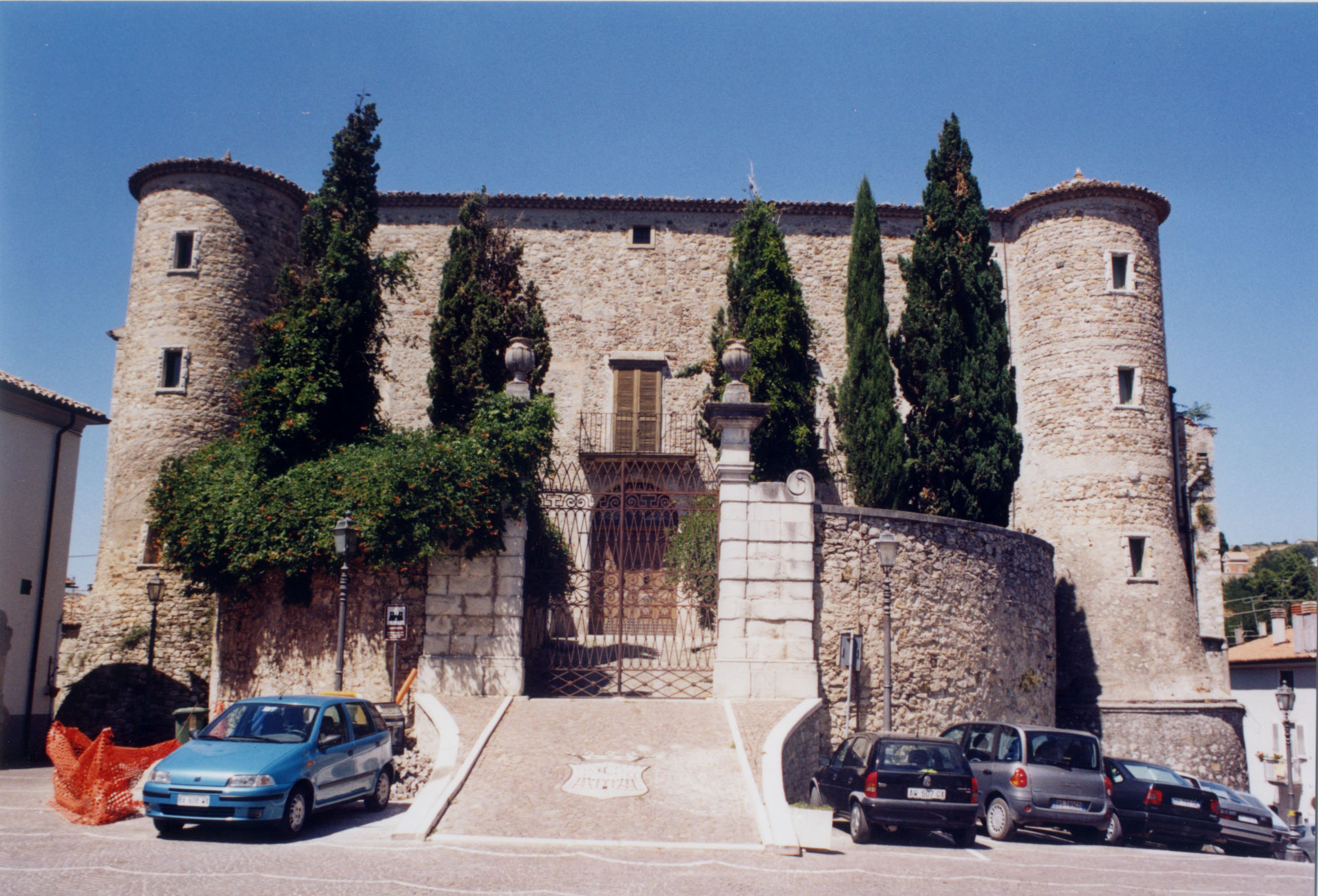
Il castello di Zungoli

Il castello di Susanna, risalente al secolo XI, si è conservato pressoché intatto ad eccezione di un torrione crollato a seguito del terremoto del 1456. Il maniero è tuttora abitato.